# Stictomischus lesches
Stictomischus lesches är en stekelart som först beskrevs av Walker 1844.  Stictomischus lesches ingår i släktet Stictomischus och familjen puppglanssteklar. Arten är reproducerande i Sverige. Inga underarter finns listade i Catalogue of Life.